# عقداء عريضة الأوراق
العَقداء العريضة الأوراق نوع نباتي يتبع جنس العَقداء من الفصيلة السفندرية.